# Школьний Олександр Володимирович
Школьний Олександр Володимирович (нар. 03.02.1975) — український математик, доктор педагогічних наук, професор, завідувач кафедри методики навчання математики УДУ імені Михайла Драгоманова (до 01.12.2022 навчальний заклад носив назву НПУ імені М. П. Драгоманова).

## Біографія
Народився 3 лютого 1975 в місті Кривий Ріг, Україна.
У дитинстві жив у місті Глобине, Полтавська область. Закінчив ЗОШ № 5 міста Глобине у 1991 році.
У цьому самому році вступив до УДПУ імені М. П. Драгоманова на Фізико-математичний факультет, спеціальність «Математика та інформатика». Тоді ж переїхав до міста Києва. У 1996 році закінчив університет та отримав кваліфікацію «учитель математики, інформатики та обчислювальної техніки».
З 2000 року працює в НПУ імені М. П. Драгоманова (із 1 грудня 2022 року університет носить назву Український державний університет імені Михайла Драгоманова). Працював асистентом, старшим викладачем і доцентом кафедри вищої математики (з 2000 до 2019 року). Із 2019 по 2023 рік працював на посаді професора кафедри математики і теорії та методики навчання математики. Із 2024 й донині виконує обов'язки завідувача кафедри методики навчання математики УДУ імені Михайла Драгоманова.
Рішенням колегії МОН України від 07 квітня 2022 року йому присвоєно вчене звання професора кафедри математики і теорії та методики навчання математики.
Одружений, виховує двох синів.

## Наукова діяльність
У 1996—1999 роках навчався в аспірантурі Інституту математики НАН України, відділ теорії ймовірностей і математичної статистики. У 2000 році захистив дисертацію на здобуття наукового ступеня кандидата фізико-математичних наук на тему «Комплекснозначні випадкові величини типу Джессена-Вінтнера» зі спеціальності 01.01.05 — теорія ймовірностей і математична статистика (наукові керівники: професор Турбін Анатолій Федорович, професор Працьовитий Микола Вікторович).
У 2015 році захистив дисертацію на здобуття наукового ступеня доктора педагогічних наук на тему «Теоретико-методичні засади оцінювання навчальних досягнень з математики учнів старшої школи» зі спеціальності 13.00.02 — теорія та методика навчання (математика) (науковий консультант професор Працьовитий Микола Вікторович).
Наукові інтереси лежать у сфері методики створення якісних засобів навчання математики учнів та студентів, розвитку тестових технологій оцінювання їх навчальних досягнень. Цікавиться методикою організації дистанційного та змішаного навчання учнів та студентів, а також методикою використання сучасних технологій у процесі навчання математики.
Є сертифікованим розробником тестових завдань, експертом і старшим екзаменатором УЦОЯО, а також автором посібників з підготовки до ЗНО з математики (у співавторстві з Захарійченком Ю. О., Школьною О. В. та Захарійченко Л. І.).
За матеріалами своїх розробок проводить авторські семінари для вчителів математики в різних регіонах України.
Є одним із авторів Державного стандарту базової середньої освіти, модельних програм з математики для 5-6 і 7-9 класів, підручника з математики для 7 класу.

## Основні публікації
1. Школьний О. В. Основи теорії та методики оцінювання навчальних досягнень з математики учнів старшої школи в Україні: Монографія. / О. В. Школьний. — К.: вид-во НПУ імені М. П. Драгоманова, 2015. – 424 с.
2. Karp, A., Shkolnyi, O. Assessment during a time of change: secondary school final examinations in Russia and Ukraine. ZDM Mathematics Education (2021). https://doi.org/10.1007/s11858-021-01267-w
3. Ukraine: School mathematics education in the last 30 years, In A. Karp (Ed.), Eastern European Mathematics Education in the Decades of Change / V.О. Shvets, V.G. Bevz, O.V. Shkolnyi, O.I. Matiash. — Cham, Switzerland: Springer, 2020.– P. 229—274.
4. Повний курс математики в тестах. Енциклопедія тестових завдань: У 2 ч. Ч. 1: Різнорівневі завдання / Ю. О. Захарійченко, О. В. Школьний, Л. І. Захарійченко, О. В. Школьна. — 10 вид. — Х.: Вид-во «Ранок», 2020.– 496 с.
5. Повний курс математики в тестах. Енциклопедія тестових завдань: У 2 ч. Ч. 2: Теоретичні відомості. Тематичні та підсумкові тести / Ю. О. Захарійченко, О. В. Школьний, Л. І. Захарійченко, О. В. Школьна. — 4 вид. — Х.: Вид-во «Ранок», 2020.– 192 с.
6. Сучасна підготовка до ЗНО з математики / Ю. О. Захарійченко, О. В. Школьний, Л. І. Захарійченко, О. В. Школьна. — Кам'янець-Подільський: Аксіома, 2020. — 232с.